# Nihat Eski
Nihat Eski (Tosya (Turkije), 24 juli 1963) is een Nederlandse politicus namens het Christen-Democratisch Appèl (CDA). Van 15 december 2009 tot 17 juni 2010 was hij lid van de Tweede Kamerfractie. Hij was eerder lid van 26 juli 2002 tot 30 januari 2003 en van 3 juni 2003 tot 30 november 2006.
Het islamitische Kamerlid woont in Utrecht. Hij studeerde politicologie aan de Universiteit van Amsterdam en volgde diverse cursussen journalistiek aan de Media Academie te Hilversum. Eski was bestuurder van het CNV. In de Tweede Kamer hield hij zich bezig met onderwijs (veiligheid op scholen, medezeggenschap, gemeentelijk onderwijsachterstandenbeleid), medezeggenschap, emancipatie, overheidscommunicatie, en zaken betreffende de Nationale ombudsman.
Op 15 december 2009 werd Nihat Eski opnieuw Kamerlid voor het CDA, hij nam de plaats in van Ruud van Heugten die de Kamer verliet om gedeputeerde van de provincie Noord-Brabant te worden.

## Loopbaan
- Van 1986 tot 1993 redacteur bij de Islamitische Omroep Stichting
- Van 1988 tot 1993 kaderlid bij het Christelijk Nationaal Vakverbond
- Van 1994 tot 1996 lid van het bestuur van de Turks Islamitische Culturele Federatie
- Van 1994 tot 2001 directeur van SOM Media
- Van 1995 tot 1996 voorzitter van het Inspraakorgaan Turken in Nederland
- Van 1998 tot 2002 lid van de landelijke stuurgroep Inter Cultureel Beraad CDA
- Van 1999 tot 2002 lid van het landelijk campagneteam CDA
- Van 2000 tot 2002 lid van de Commissie Partijontwikkeling CDA
- Van 2000 tot 2002 gastdocent bij het Steenkampinstituut
- In 2001 lid van de werkgroep 'Werk op maat'
- Van 1 januari 2002 tot juni 2002 projectleider bij het Instituut voor Publiek & Politiek
- Van 1 juni 2002 tot 1 augustus 2002 vakgroepbestuur bij het Christelijk Nationaal Vakverbond
- Van 26 juli 2002 tot 30 januari 2003 lid van de Tweede Kamer der Staten-Generaal
- Van 3 juni 2003 tot 30 november 2006 lid van de Tweede Kamer der Staten-Generaal
- Van 2007 to 2008 docent maatschappijleer op het Oosterlicht College Nieuwegein

- Parlement.com: vg9fgopqb3s4